# Closed source
Met de term closed source wordt software aangeduid waarvan de broncode (source) door de maker niet ter inzage wordt gegeven aan de consument. Closedsourcesoftware impliceert meestal propriëtaire software, maar ook auteursrechtvrije software kan closed source zijn als de broncode om andere redenen niet (meer) beschikbaar is. De meeste software, waaronder software van Apple en Microsoft, is 'closed source'. Soms wordt er aan grootgebruikers wel inzage in de broncode verleend.
De term is in gebruik gekomen als het antoniem van open source.